# Кафзех
Кафзе́х (ивр. הקפיצה‎, араб. القفزة‎) — пещера в Израиле. Находится южнее города Назарет и западнее Тивериадского озера, на склоне горы Ха-Кфица обращённой в сторону Изреельской долины. Здесь были обнаружены останки 25 индивидов ближневосточных неандертальцев считаются одними из первых свидетельств выхода «анатомически современных людей» за пределы Африки.

## Археологические раскопки
Первые раскопки начали в пещере Р. Невиль, М. Стекелис в 1934 году, в результате чего были обнаружены 5 скелетов (Кафзех I — Кафзех V) в слоях с индустрией Леваллуа. Продолжены раскопки в пещеры были в 1965 году (Кафзех VI — Кафзех VIII), 1967 году (Кафзех IX — Кафзех X) и в 1971 году (Кафзех XI). В пещере Кафзех 64 % орудий несут следы ретуши, тогда как в пещере Кебара доля таких орудий составляет всего 20 %.
Всего в пещере Кафзех были обнаружены ископаемые останки 25 людей, которые относятся к более прогрессивной группе ближневосточных гоминид Схул-Кафзех, заметно отличающейся от более примитивных и похожих на европейских неандертальцев местных находок из пещер Табун, Амуд и Кебара. Некоторые останки, найденные в пещере, могут быть гибридами неандертальцев и человека разумного.
Термолюминесцентный анализ кремня из мустьерских слоёв дал возраст 92 000 ± 5000 лет (Valladas с соавт., 1988). Электронный парамагнитный резонанс (ESR) дал результат 130 000—90 000 лет. Для скелета 6 из пещеры Кафзех уран-ториевым методом получен возраст около 80 тыс. лет, уран-протактиниевым методом — возраст около 94 тыс. лет.